# Розсвіт (Мелеузівський район)
Розсві́т (рос. Рассвет, башк. Рассвет) — присілок у складі Мелеузівського району Башкортостану, Росія. Входить до складу Мелеузівського сільської ради.
Населення — 214 осіб (2010; 220 в 2002).
Національний склад:
- росіяни — 56%
- чуваші — 37%